# Господин Славов
Хаджи Господин Славов е български търговец, църковен настоятел и първи официален кмет на Стара Загора.

## Биография
Роден е през 1811 година в Ески Загра. Участва като представител на Търновска епархия на Първия църковно-народен събор в Цариград, който заседава от февруари до юли 1871 година по въпроса за управлението на Екзархията и избирането на първия екзарх. Умира през 1893 година.